# オトゴンツェツェグ・ガルバドラフ
オトゴンツェツェグ・ガルバドラフ（Otgontsetseg Galbadrakh 1992年1月25日- ）はカザフスタンの柔道選手。モンゴルのウランバートル出身。階級は48kg級。身長150cm。

## 人物
もともとはモンゴルの48kg級の選手として活躍していて、2013年にはグランドスラム・バクーとグランドスラム・モスクワで2位に入った。2014年にはグランプリ・アスタナでIJFワールド柔道ツアー初優勝も飾った。しかし、国内のこの階級には元世界チャンピオンのムンフバット・ウランツェツェグがいることから、2015年にはカザフスタンに国籍を変更することになった。世界選手権では初戦で韓国の鄭普涇に敗れた。2016年のグランドスラム・パリでは初戦で元世界チャンピオンの日本の近藤亜美を破ると、決勝でも元同僚のムンフバットを破って優勝を飾った。続くグランプリ・デュッセルドルフでも準決勝でムンフバットを破るものの、決勝で鄭に敗れて2位にとどまった。アジア選手権では準決勝で日本の渡名喜風南、決勝でムンフバットを破って優勝を飾った。8月のリオデジャネイロオリンピックでは準々決勝で近藤と対戦すると裏投げで技ありを先取しながら終盤に横四方固で逆転負けを喫するが、その後の敗者復活戦を勝ち上がり銅メダルを獲得した。2017年の世界選手権では3回戦でウクライナのダリア・ビロディドを送襟絞で破るも、準決勝で渡名喜に技ありで敗れて3位にとどまった。2018年の世界選手権では準々決勝でビロディドに技ありで敗れるも、その後の3位決定戦でムンフバットに反則勝ちして3位になった。2021年7月に日本武道館で開催された東京オリンピックでは初戦で敗れた。　

## 主な戦績
- 2011年 - ワールドカップ・ウランバートル　3位
- 2012年 - ワールドカップ・ウランバートル　2位
- 2012年 - グランプリ・アブダビ　2位
- 2013年 - グランドスラム・バクー　2位
- 2013年 - ワールドマスターズ　7位
- 2013年 - グランプリ・ウランバートル　2位
- 2013年 - グランドスラム・モスクワ　2位
- 2014年 - 東アジア選手権　3位
- 2014年 - グランプリ・ブダペスト　3位
- 2014年 - グランプリ・ウランバートル　3位
- 2014年 - グランプリ・アスタナ　優勝
- 2014年 - グランプリ・タシュケント　3位
- 2014年 - グランプリ・青島　3位
- 2015年 - グランプリ・タシュケント　3位
- 2015年 - グランプリ・青島　3位
- 2015年 - グランプリ・チェジュ　優勝
- 2016年 - グランドスラム・パリ　優勝
- 2016年 - グランプリ・デュッセルドルフ　2位
- 2016年 - グランプリ・トビリシ　3位
- 2016年 - アジア選手権　優勝
- 2016年 - グランドスラム・バクー　3位
- 2016年 - グランプリ・アルマトイ　優勝
- 2016年 - グランプリ・ウランバートル　2位
- 2016年 - リオデジャネイロオリンピック 3位
- 2016年 - グランドスラム・アブダビ　優勝
- 2017年 -　グランプリ・アンタルヤ　優勝
- 2017年 -　グランドスラム・エカテリンブルグ　3位
- 2017年 -　アジア選手権　個人戦　2位　団体戦　5位
- 2017年 -　ユニバーシアード　3位
- 2017年 -　世界選手権 3位
- 2017年 - グランドスラム・アブダビ　3位
- 2017年 - グランプリ・ハーグ　2位
- 2018年 - ヨーロッパオープン・マドリード　3位
- 2018年 - グランプリ・ザグレブ　3位
- 2018年 - ヨーロッパオープン・ミンスク　優勝
- 2018年 - アジア大会　3位
- 2018年 -　世界選手権　3位
- 2019年 - グランドスラム・パリ　3位
- 2019年 -　グランプリ・アンタルヤ　2位
- 2019年 - アジアパシフィック柔道選手権　2位
- 2019年 - グランプリ・ザグレブ　優勝
- 2019年 - 世界選手権　7位

(出典、JudoInside.com)